# DFB-Pokal 1985/86
DFB-Pokalsieger 1986 wurde der FC Bayern München, der im Pokalfinale am 3. Mai 1986 mit 5:2 gegen den VfB Stuttgart gewann. Am 26. April 1986 war der FC Bayern bereits Deutscher Meister geworden und konnte nun im Olympiastadion Berlin das erneute Double erzielen.
Titelverteidiger Bayer 05 Uerdingen schied bereits in der 2. Hauptrunde nach Wiederholungsspiel gegen den Oberligisten SV Eintracht Trier aus.
Da die Bayern in der folgenden Saison am Europapokal der Landesmeister teilnahmen, wo sie das Finale erreichten, nahm der unterlegene Finalist aus Stuttgart am Europapokal der Pokalsieger teil, schied aber in der 2. Runde gegen den sowjetischen Pokal-Sieger Torpedo Moskau aus.

## Teilnehmenden Mannschaften
- Für die 1. Hauptrunde waren folgende Mannschaften qualifiziert.

| Bundesliga die 18 Vereine der Saison 1984/85 | 2. Bundesliga die 18 Vereine der Saison 1984/85 | Amateure Nord Berlin Westfalen Nordrhein | Amateure Hessen Südwest Baden-Württemberg Bayern |
| --- | --- | --- | --- |
| FC Bayern München Werder Bremen 1. FC Köln Borussia Mönchengladbach Hamburger SV SV Waldhof Mannheim Bayer 05 Uerdingen (TV) FC Schalke 04 VfL Bochum VfB Stuttgart 1. FC Kaiserslautern Eintracht Frankfurt Bayer 04 Leverkusen Borussia Dortmund Fortuna Düsseldorf 1. FC Nürnberg Hannover 96 1. FC Saarbrücken | Arminia Bielefeld Karlsruher SC Eintracht Braunschweig KSV Hessen Kassel Alemannia Aachen SG Union Solingen Blau-Weiß 90 Berlin SC Freiburg Stuttgarter Kickers SG Wattenscheid 09 SC Fortuna Köln Rot-Weiß Oberhausen MSV Duisburg Hertha BSC SV Darmstadt 98 FC 08 Homburg VfL Osnabrück Tennis Borussia Berlin | - Nord: FC St. Pauli FC Altona 93 Göttingen 05 Itzehoer SV Bremer SV VfR Langelsheim - Westfalen: DSC Wanne-Eickel Tus Paderborn-Neuhaus 1. FC Achternberg - Nordrhein: Wuppertaler SV 1. FC Köln (A) VfL Erp | - Hessen: Kickers Offenbach VfR Bürstadt SC Neukirchen FC Erbach - Südwest: Eintracht Trier Eisbachtaler Sportfreunde SC Birkenfeld Borussia Neunkirchen - Baden-Württemberg: SSV Ulm 1846 SV Sandhausen FC Wangen 05 FV 07 Ebingen SV Weil - Bayern: TSV 1860 München SpVgg Plattling SpVgg Ansbach 09 |

## 1. Hauptrunde
| Datum                    |                           | Ergebnis  |                          |
| ------------------------ | ------------------------- | --------- | ------------------------ |
| Sa 24.08.1985, 15:00 Uhr | SpVgg Plattling           | 2:0       | Itzehoer SV              |
| Sa 24.08.1985, 15:30 Uhr | 1. FC Kaiserslautern      | 3:1       | Eintracht Frankfurt      |
| Sa 24.08.1985, 15:30 Uhr | VfL Bochum                | 3:2       | Hamburger SV             |
| Sa 24.08.1985, 15:30 Uhr | VfB Stuttgart             | 6:3       | Eintracht Braunschweig   |
| Sa 24.08.1985, 15:30 Uhr | Hannover 96               | 3:1       | SC Freiburg              |
| Sa 24.08.1985, 15:30 Uhr | SV Weil                   | 0:7       | Werder Bremen            |
| Sa 24.08.1985, 15:30 Uhr | SpVgg Ansbach 09          | 0:3       | SV Waldhof Mannheim      |
| Sa 24.08.1985, 15:30 Uhr | VfR Bürstadt              | 1:3       | Bayer 05 Uerdingen       |
| Sa 24.08.1985, 15:30 Uhr | TSV 1860 München          | 2:4       | 1. FC Köln               |
| So 24.08.1985, 15:30 Uhr | Kickers Offenbach         | 1:3       | FC Bayern München        |
| Sa 24.08.1985, 15:30 Uhr | FC Altona 93              | 2:3 n. V. | Fortuna Düsseldorf       |
| Sa 24.08.1985, 15:30 Uhr | Eisbachtaler Sportfreunde | 1:2       | FC Schalke 04            |
| Sa 24.08.1985, 15:30 Uhr | Göttingen 05              | 1:6       | 1. FC Saarbrücken        |
| Sa 24.08.1985, 15:30 Uhr | SC Neukirchen             | 2:9       | Borussia Dortmund        |
| Sa 24.08.1985, 15:30 Uhr | FV 07 Ebingen             | 2:7       | 1. FC Nürnberg           |
| Sa 24.08.1985, 15:30 Uhr | Blau-Weiß 90 Berlin       | 3:0       | SC Fortuna Köln          |
| Sa 24.08.1985, 15:30 Uhr | Alemannia Aachen          | 1:0       | Tennis Borussia Berlin   |
| Sa 24.08.1985, 15:30 Uhr | Eintracht Trier           | 3:0       | Karlsruher SC            |
| Sa 24.08.1985, 15:30 Uhr | 1. FC Achternberg         | 0:2       | VfL Osnabrück            |
| Sa 24.08.1985, 15:30 Uhr | Wuppertaler SV            | 2:3       | KSV Hessen Kassel        |
| Sa 24.08.1985, 15:30 Uhr | Borussia Neunkirchen      | 3:2       | Rot-Weiß Oberhausen      |
| Sa 24.08.1985, 15:30 Uhr | Bremer SV                 | 1:3       | MSV Duisburg             |
| Sa 24.08.1985, 15:30 Uhr | SV Sandhausen             | 1:0       | SG Union Solingen        |
| Sa 24.08.1985, 16:00 Uhr | FC Wangen 05              | 2:1       | SV Darmstadt 98          |
| Sa 24.08.1985, 16:00 Uhr | Tus Paderborn-Neuhaus     | 5:3       | 1. FC Köln (A)           |
| Sa 24.08.1985, 16:00 Uhr | VfL Erp                   | 1:2       | SSV Ulm 1846             |
| Sa 24.08.1985, 16:00 Uhr | VfR Langelsheim           | 2:5       | DSC Wanne-Eickel         |
| So 25.08.1985, 15:00 Uhr | Hertha BSC                | 2:5       | Bayer 04 Leverkusen      |
| So 25.08.1985, 15:00 Uhr | SG Wattenscheid 09        | 2:5       | Borussia Mönchengladbach |
| So 25.08.1985, 15:00 Uhr | FC St. Pauli              | 2:0 n. V. | Arminia Bielefeld        |
| So 25.08.1985, 15:00 Uhr | FC Erbach                 | 2:1       | SC Birkenfeld            |
| So 25.08.1985, 18:00 Uhr | Stuttgarter Kickers       | 3:3 n. V. | FC 08 Homburg            |

### Wiederholungsspiel
| Datum                    |                      | Ergebnis |                     |
| ------------------------ | -------------------- | -------- | ------------------- |
| Mi 11.09.1985, 17:30 Uhr | FC 08 Homburg / Saar | 4:1      | Stuttgarter Kickers |

## 2. Hauptrunde
| Datum                    |                       | Ergebnis  |                          |
| ------------------------ | --------------------- | --------- | ------------------------ |
| Do 17.10.1985, 20:00 Uhr | SV Waldhof Mannheim   | 4:1       | VfL Osnabrück            |
| Fr 18.10.1985, 20:00 Uhr | Alemannia Aachen      | 4:3 n. V. | MSV Duisburg             |
| Sa 19.10.1985, 14:30 Uhr | SpVgg Plattling       | 0:2       | Bayer 04 Leverkusen      |
| Sa 19.10.1985, 15:00 Uhr | Tus Paderborn-Neuhaus | 2:4       | Borussia Dortmund        |
| Sa 19.10.1985, 15:00 Uhr | Eintracht Trier       | 0:0 n. V. | Bayer 05 Uerdingen       |
| Sa 19.10.1985, 15:00 Uhr | Borussia Neunkirchen  | 1:3       | FC 08 Homburg            |
| Sa 19.10.1985, 15:00 Uhr | FC Erbach             | 0:1       | Blau-Weiß 90 Berlin      |
| Sa 19.10.1985, 15:00 Uhr | SV Sandhausen         | 4:1       | FC Wangen 05             |
| Sa 19.10.1985, 15:00 Uhr | SSV Ulm 1846          | 5:2       | FC St. Pauli             |
| Sa 19.10.1985, 15:30 Uhr | 1. FC Kaiserslautern  | 4:1 n. V. | 1. FC Köln               |
| Sa 19.10.1985, 15:30 Uhr | FC Schalke 04         | 3:1       | Borussia Mönchengladbach |
| Sa 19.10.1985, 15:30 Uhr | 1. FC Nürnberg        | 0:1       | VfB Stuttgart            |
| Sa 19.10.1985, 15:30 Uhr | Fortuna Düsseldorf    | 1:1 n. V. | VfL Bochum               |
| Sa 19.10.1985, 15:30 Uhr | Hannover 96           | 2:1       | KSV Hessen Kassel        |
| So 19.10.1985, 20:00 Uhr | 1. FC Saarbrücken     | 1:3       | FC Bayern München        |
| So 20.10.1985, 15:00 Uhr | DSC Wanne-Eickel      | 0:4       | Werder Bremen            |

### Wiederholungsspiele
| Datum                    |                    | Ergebnis              |                    |
| ------------------------ | ------------------ | --------------------- | ------------------ |
| Di 29.10.1985, 20:00 Uhr | Bayer 05 Uerdingen | 0:3                   | SV Eintracht Trier |
| Mi 30.10.1985, 20:00 Uhr | VfL Bochum         | 2:2 n. V. (3:1 i. E.) | Fortuna Düsseldorf |

## Achtelfinale
| Datum                    |                     | Ergebnis  |                      |
| ------------------------ | ------------------- | --------- | -------------------- |
| Di 12.11.1985, 19:30 Uhr | SV Waldhof Mannheim | 5:1       | Hannover 96          |
| Mi 13.11.1985, 20:00 Uhr | VfB Stuttgart       | 2:0       | Werder Bremen        |
| Mi 13.11.1985, 20:00 Uhr | Alemannia Aachen    | 1:2 n. V. | FC Schalke 04        |
| Mi 13.11.1985, 20:00 Uhr | VfL Bochum          | 1:1 n. V. | FC Bayern München    |
| Sa 16.11.1985, 14:00 Uhr | FC 08 Homburg       | 1:3 n. V. | Borussia Dortmund    |
| Sa 16.11.1985, 14:00 Uhr | Eintracht Trier     | 1:3 n. V. | Bayer 04 Leverkusen  |
| Mi 20.11.1985, 14:00 Uhr | SV Sandhausen       | 3:2       | Blau-Weiß 90 Berlin  |
| Sa 21.12.1985, 13:45 Uhr | SSV Ulm 1846        | 3:4 n. V. | 1. FC Kaiserslautern |

Erwähnenswertes: Bayern Münchens Spieler Sören Lerby absolvierte am 13. November 1985 gegen Bochum sein zweites Spiel am selben Tag. Er hatte vorher bereits am WM-Qualifikationsspiel Irland gegen Dänemark in Dublin teilgenommen.

### Wiederholungsspiel
| Datum                    |                   | Ergebnis |            |
| ------------------------ | ----------------- | -------- | ---------- |
| Mi 18.12.1985, 19:30 Uhr | FC Bayern München | 2:0      | VfL Bochum |

## Viertelfinale
| Datum                    |                      | Ergebnis |                     |
| ------------------------ | -------------------- | -------- | ------------------- |
| Do 19.12.1985, 19:30 Uhr | Bayer 04 Leverkusen  | 0:1      | SV Waldhof Mannheim |
| Sa 21.12.1985, 13:45 Uhr | SV Sandhausen        | 1:3      | Borussia Dortmund   |
| Sa 21.12.1985, 15:30 Uhr | VfB Stuttgart        | 6:2      | FC Schalke 04       |
| Mi 22.01.1986, 20:00 Uhr | 1. FC Kaiserslautern | 0:3      | FC Bayern München   |

## Halbfinale
| Datum                    |                     | Ergebnis |                   |
| ------------------------ | ------------------- | -------- | ----------------- |
| Di 25.03.1986, 20:00 Uhr | SV Waldhof Mannheim | 0:2      | FC Bayern München |
| Mi 26.03.1986, 20:00 Uhr | VfB Stuttgart       | 4:1      | Borussia Dortmund |

## Finale
| Paarung           | FC Bayern München – VfB Stuttgart |
| Ergebnis          | 5:2 (2:0) |
| Datum             | Samstag, 3. Mai 1986 um 18:00 Uhr |
| Stadion           | Olympiastadion, Berlin |
| Zuschauer         | 76.000 |
| Schiedsrichter    | Dieter Pauly (Rheydt) |
| Tore              | 1:0 Roland Wohlfarth (33.) 2:0 Roland Wohlfarth (42.) 3:0 Michael Rummenigge (64.) 4:0 Michael Rummenigge (72.) 4:1 Guido Buchwald (76.) 5:1 Roland Wohlfarth (78.) 5:2 Jürgen Klinsmann (85.)                                                                    |
| FC Bayern München | Jean-Marie Pfaff – Klaus Augenthaler – Norbert Nachtweih, Norbert Eder, Hans Pflügler – Lothar Matthäus, Søren Lerby, Michael Rummenigge (84. Holger Willmer) – Roland Wohlfarth (84. Frank Hartmann), Dieter Hoeneß, Reinhold Mathy Cheftrainer: Udo Lattek      |
| VfB Stuttgart     | Armin Jäger – Rainer Zietsch – Günther Schäfer, Karlheinz Förster , Michael Nushöhr (46. Michael Spies) – Guido Buchwald, Andreas Müller, Ásgeir Sigurvinsson, Karl Allgöwer (46. Jürgen Hartmann) – Jürgen Klinsmann, Predrag Pašić Cheftrainer: Willi Entenmann |
| Gelbe Karten      | Klaus Augenthaler, Søren Lerby, Roland Wohlfarth – Günther Schäfer, Jürgen Klinsmann |
| Besonderheiten    | Armin Jäger hält Foulelfmeter von Lothar Matthäus (55.) |